# Істоміно (Селтинський район)
Істо́міно (рос. Истомино) — присілок у складі Селтинського району Удмуртії, Росія.

## Населення
Населення — 7 осіб (2010; 10 в 2002).
Національний склад станом на 2002 рік:
- удмурти — 50 %
- росіяни — 50 %

## Урбаноніми[3]
- вулиці — Істомінська